# Römischer Pfeiler (Ébéon)

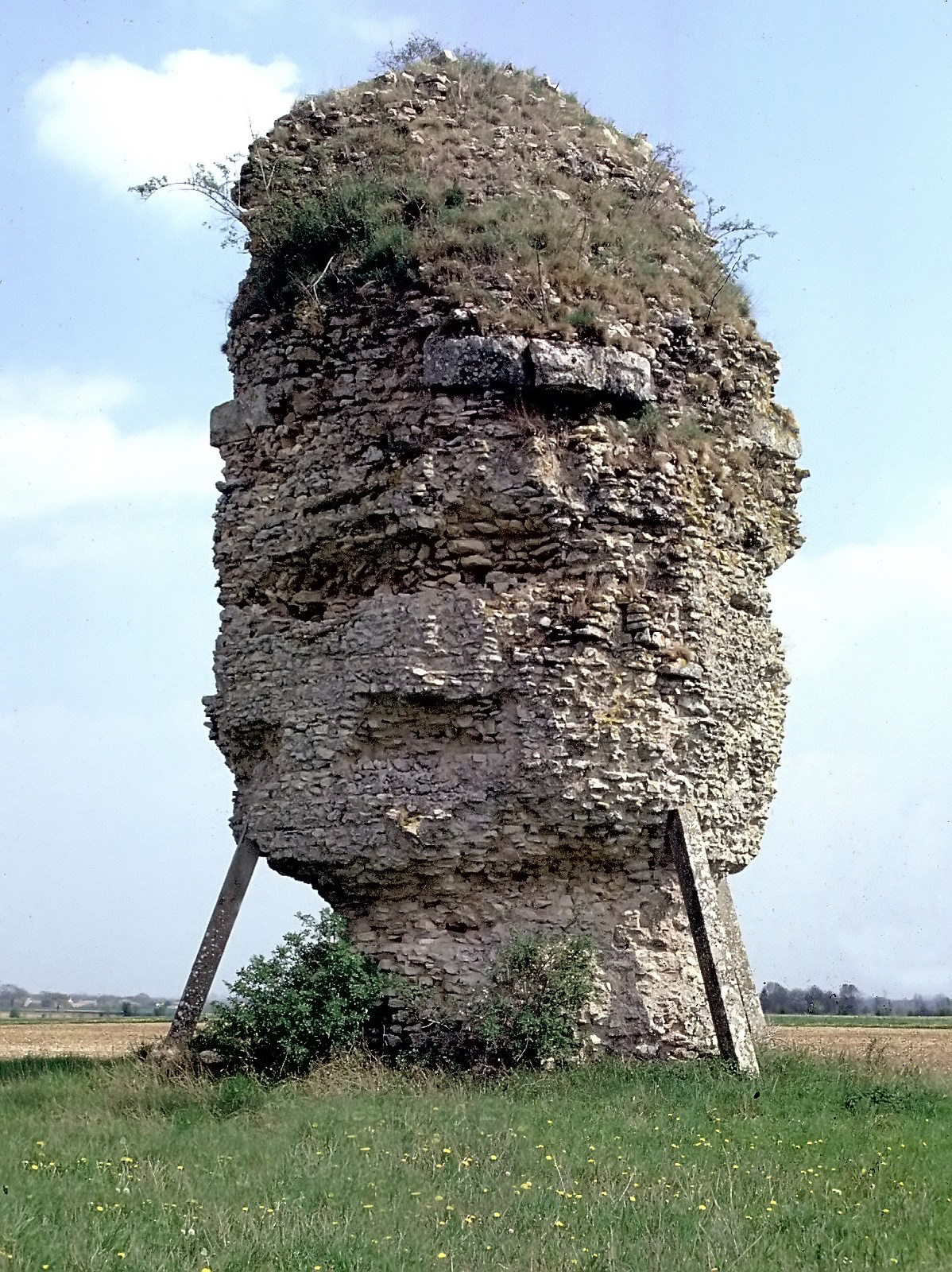
Römischer Pfeiler in Authon-Ébéon

Der römische Pfeiler (auch als La Pyramide bezeichnet) in Ébéon, einem Ortsteil der französischen Gemeinde Authon-Ébéon im Département Charente-Maritime in der Region Nouvelle-Aquitaine, wurde in gallorömischer Zeit errichtet. Der Pfeiler wurde im Jahr 1840 als Monument historique (Baudenkmal) klassifiziert. Das Bauwerk steht an der ehemaligen Römerstraße von Poitiers nach Saintes.
Die Funktion des einst rechteckigen Baus aus Bruchsteinmauerwerk, der 16,70 Meter hoch ist und einen Durchmesser von sechs Metern besitzt, ist nicht bekannt. Man vermutet, dass es sich möglicherweise um ein Heiligtum handeln könnte.
Ein ähnliches Bauwerk befindet sich in der Gemeinde Saint-Romain-de-Benet.